# Dridu
Dridu è un comune della Romania di 3 443 abitanti, ubicato nel distretto di Ialomița, nella regione storica della Muntenia.
Il comune è formato dall'unione di 2 villaggi: Dridu e Dridu-Snagov.